# Secretly Canadian
Secretly Canadian ist ein US-amerikanisches Independent-Label. Die in Bloomington, Indiana ansässige Plattenfirma hat in den letzten Jahren einige prägende Bands der US-Independentszene gefördert und gilt zusammen mit Saddle Creek als das wichtigste junge Label der Szene.
Zu den produzierten Künstlern gehören Jason Molina mit seinen Projekten Songs: Ohia und Magnolia Electric Co., sowie Damien Jurado, Bodies of Water, June Panic, Swearing At Motorists oder Music go Music.
2005 gelang zwei Künstlern der internationale Durchbruch: Antony and the Johnsons, mit den Alben Anthony and the Johnsons und vor allem mit dem mehrfach ausgezeichneten I Am a Bird Now. Anthony and the Johnsons haben zwar schon seit etwas längerem Erfolg in Europa feiern können, jedoch nicht annähernd in dem Rahmen, wie es im Jahre 2005 passierte. Zweiter Musiker ist Jens Lekman, der sowohl mit seinem aktuellen Album Oh, You’re so Silent, Jens als auch mit dem Vorgänger When I Said I Wanted to Be Your Dog zahlreiche gute Kritiken einheimste. Im Januar 2017 initiierte das Label ein Playlist-Projekt namens Our First 100 Days, das ab Donald Trumps Amtseinführung für 100 Tage 100 Titel als Protest gegen die Politik des neuen US-Präsidenten veröffentlichte.
Labelinhaber Chris Swanson ist auch Teilhaber bei den ebenfalls in Bloomington beheimateten Indie-Labels Jagjaguwar und Dead Oceans.

## Bands und Musiker
- Animal Collective
- Antony and the Johnsons
- Ativin
- BLK JKS
- Bodies of Water
- Cherry Glazerr
- Danielson
- Early Day Miners
- Here We Go Magic
- The Horns of Happiness
- Foreign Born
- Frida Hyvönen
- I Love You but I’ve Chosen Darkness
- The Impossible Shapes
- jj
- Simon Joyner
- Damien Jurado
- Suzanne Langille & Loren MazzaCane Connors
- Jens Lekman
- Don Lennon
- Magnolia Electric Co
- Marmoset
- Jason Molina
- Music Go Music
- Scout Niblett
- June Panic
- Racebannon
- Alasdair Roberts
- Swearing at Motorists
- Swell Maps
- Richard Swift
- The War on Drugs
- Throw Me the Statue
- Bobb Trimble
- David Vandervelde
- Windsor for the Derby
- Yeasayer
- Yoko Ono
- Zero Boys